# Medalistki mistrzostw świata w kolarstwie przełajowym (U-23)
Pełna lista medalistek mistrzostw świata w kolarstwie przełajowym kobiet do lat 23.

## Medalistki
| Rok i miejsce     | Złoto                    | Srebro                     | Brąz                       |
| ----------------- | ------------------------ | -------------------------- | -------------------------- |
| 2016 Zolder       | Evie Richards            | Nikola Nosková             | Maud Kaptheijns            |
| 2017 Belvaux      | Annemarie Worst          | Ellen Noble                | Evie Richards              |
| 2018 Valkenburg   | Evie Richards            | Ceylin del Carmen Alvarado | Nadja Heigl                |
| 2019 Bogense      | Inge van der Heijden     | Fleur Nasgengast           | Ceylin del Carmen Alvarado |
| 2020 Dübendorf    | Marion Norbert-Riberolle | Blanka Kata Vas            | Anna Kay                   |
| 2021 Ostenda      | Fem van Empel            | Anniek van Alphen          | Blanka Kata Vas            |
| 2022 Fayetteville | Puck Pieterse            | Shirin van Anrooij         | Fem van Empel              |
| 2023 Hoogerheide  | Shirin van Anrooij       | Zoe Bäckstedt              | Kristýna Zemanová          |
| 2024 Tabor        | Zoe Bäckstedt            | Kristýna Zemanová          | Leonie Bentveld            |

## Tabela medalowa
Stan po MŚ 2024.
| Miejsce | Państwo           |   |   |   | Razem |
| ------- | ----------------- | - | - | - | ----- |
| 1.      | Holandia          | 5 | 4 | 4 | 13    |
| 2.      | Wielka Brytania   | 3 | 1 | 2 | 6     |
| 3.      | Francja           | 1 | 0 | 0 | 1     |
| 4.      | Czechy            | 0 | 2 | 1 | 3     |
| 5.      | Węgry             | 0 | 1 | 1 | 2     |
| 6.      | Stany Zjednoczone | 0 | 1 | 0 | 1     |
| 7.      | Austria           | 0 | 0 | 1 | 1     |